# نوفوازوفسك
نوفوازوفسك هي بلدة حدودية تقع في أوبلاست دونيتسك، أوكرانيا بالقرب من الحدود مع روسيا.